# Witoldów (wieś w powiecie sochaczewskim)
Witoldów – wieś w Polsce, położona w województwie mazowieckim, w powiecie sochaczewskim, w gminie Teresin. Ma status sołectwa.
W latach 1975–1998 miejscowość należała administracyjnie do województwa skierniewickiego.